# محافظة سانتياغو (تشيلي)
محافظة سانتياغو (بالإسبانية: Santiago Province, Chile)‏ هي محافظة في تشيلي وتقع في منطقة سانتياغو متروبوليتان يقدر عدد سكانها بـ 4.997.637 نسمة و مساحتها 2,030.3 كم2.

## أعلام
- خوسيه لويس سيلفا